# Gunter Kennel
Gunter Kennel (* 2. Oktober 1961 in Kaiserslautern)  ist ein deutscher Kirchenmusiker, Theologe, Komponist und Hochschullehrer.

## Leben
Kennel studierte in München und London Evangelische Kirchenmusik, Orgel und Theologie (Promotion). Seine Orgellehrer waren Herbert Beutler, Heinz Umlauff, Franz Lehrndorfer und Nicholas Kynaston. Er ergänzte seine Ausbildung durch Meisterkurse bei Piet Kee, Ewald Kooiman, Gerd Wachowski und John Eliot Gardiner.
Seit 1992 wirkte er als Kirchenmusiker in Berlin-Kreuzberg in der Passionskirche (Berlin) und der Heilig-Kreuz-Kirche (Berlin-Kreuzberg). 2004 wurde er zum Landeskirchenmusikdirektor der Evangelischen Kirche Berlin-Brandenburg-schlesische Oberlausitz berufen. 
Seit 2011 ist er Honorarprofessor für Praktische Theologie und Kirchenmusik an der Theologischen Fakultät der Humboldt-Universität Berlin und an der Universität der Künste Berlin.

## Werke

### Kompositionen
- Toccata und Fuge über „Nun danket all und bringet Ehr“, in: VS 3284
- Suite über „Geh aus, mein Herz, und suche Freud“, in: VS 3284
- Lignum crucis. Variationen über „Holz auf Jesu Schulter“, VS 3436
- Missa catholica cum lutero et alliis, Fassung für Orgel solo, VS 3494
  - I. Kyrie eleison
  - II. Gloriainexcelsis
  - III. CredoinunumDeum
  - IV. Sanctus
  - V. Agnus Dei

### Herausgeberschaft
Singt Jubilate, Lieder und Gesänge für die Gemeinde. Im Auftrag der Evangelischen Kirche Berlin-Brandenburg-schlesische Oberlausitz, hrsg. von Gunter Kennel, Strube-Verlag München/Wichern Verlag, Berlin 2019, ISBN 978-3-88981-446-3.